# Nagy Borbála
Nagy Borbála (Csíkszereda, 1904. augusztus 2. – Kolozsvár, 1994. február 5.) erdélyi magyar regény- és színműíró, műfordító, Nagy András György testvére.

## Élete
Előbb szülővárosában, majd a kolozsvári Marianumban tanult, Csíkszeredában érettségizett 1922-ben. Ugyanebben az évben a budapesti egyetem bölcsészkarán megkezdte a német-francia-filozófia szakot. Aztán hazatért, és – testvérével, Nagy Andrással, a későbbi orvos-szakíróval együtt  - Bukarestben  folytatta az egyetemet, ahol aktívan bekapcsolódott a Koós Ferenc Kör munkájába, mint szervező és drámaíró. 1927-ben szerzett tanári diplomát, tanári pályáját Konstancán a leánylíceumban kezdte (1927-29), majd Caracal leánylíceumában tanított. 1934-től sikerült szülővárosa leánygimnáziumában katedrát kapnia; 1941-től 1959-es nyugdíjazásáig különböző kolozsvári iskolákban volt nyelvtanárnő.
A Brassói Lapokban közölt első versei után a Zeng az erdő című történeti drámával jelentkezett, melyet saját költségén adott ki Csíkszeredában, Szvoboda Miklós nyomdájában, 1935-ben. Elnyerte vele az Erdélyi Szépmíves Céh és a kolozsvári Magyar Színház közös pályázatának II. díját. A szépasszony leánya című történelmi drámáját Benedek Marcell rendezésében 1947-ben sikerrel mutatta be a kolozsvári Magyar Színház együttese. Több színdarabot is írt, amelyeknek egy része  megjelent a Művelődés című folyóiratban az 1960-as években: A Napsugárbrigád (1965/9); Kincs a bozótosban (1966/12); Lázadás a Paradicsomban (1967/12).
Legnagyobb hatásúak nagy tárgy- és korismeretről tanúskodó történelmi regényei.
A Xántus-völgyi ütközet című kisregénye 1938-ban Kolozsváron jelent meg először, az 1694-es csíki tatárdúlás eseményeinek irodalmi feldolgozása.
Több évtizedes szünet után egymást követően jelentek meg regényei: A csíki boszorkány (Bukarest, 1974)  a 17. századi Erdély történetébe vezeti az olvasót; a Homérosz nyomán alkotott Trójai Kasszandra (Kolozsvár, 1979); továbbá az Őrült Johanna (Kolozsvár, 1981); Claudia (Kolozsvár, 1984); Theodora császárnő (Kolozsvár, 1994). A regények cselekménye rendszerint egy-egy híres-hírhedt női főszereplő köré szövődik, a szerző végső soron mindegyikben önmagát keresi, önmagáról vall.
A vén kapitányné című regénye  1996-ban, a szerző halála után jelent meg Csíkszeredában a Pallas-Akadémia Könyvkiadó révén.  A családregény főhőse a szerző nagyanyja, az 1840-es évek polgáriasodó Csíkszeredájának legendás alakja volt.
Említésre méltóak műfordításai is a román irodalomból.
Halála után több kötetre való kézirata maradt hátra: regények több változatban, novellák, számos színdarab. A székelyek története című munkája is kéziratban maradt.

## Művei
- Zeng az erdő. Dráma. Csíkszereda, 1935
- A Xántus-völgyi ütközet. Kisregény. Kolozsvár, 1938
- A szépasszony leánya. Dráma. Kolozsvár, 1947
- A csíki boszorkány. Regény. Bukarest, 1974
- Trójai Kasszandré. Regény.  Kolozsvár, 1979
- Őrült Johanna. Regény, Kolozsvár. 1981
- Claudia. Regény. Kolozsvár, 1984
- Theodora császárnő. Regény, Kolozsvár, 1994
- A vén kapitányné. Regény, Csíkszereda, 1996
- Az áruló avar kagán, regény, Világhírnév Kiadó, Kolozsvár, 2014[1]

## Fordításai
- Mihail Sadoveanu A csodálatos erdő, Bukarest, 1952
- Mihail Sadoveanu: A felbujtó. Bukarest, 1955
- Háborús történetek (Méhes Györggyel), 1955